# Alberto III Aquiles
Alberto III (en alemán: Albrecht III.; Tangermünde, Alemania, 9 de noviembre de 1414 - 11 de marzo de 1486), a menudo conocido solo como Alberto Aquiles (Albrecht Achilles), fue un príncipe elector del margraviato de Brandeburgo. Recibió el apodo Aquiles debido a sus cualidades caballerescas. También gobernó el Principado de Ansbach.

## Primeros años
Alberto era el tercer hijo del Elector Federico I y de la princesa Isabel de Baviera-Landshut. Tras pasar algún tiempo en la corte del emperador Segismundo, Alberto tomó parte en la guerra contra los husitas y después se distinguió mientras asistía al rey alemán Alberto II de Habsburgo en contra del Reino de Polonia.

## Reinado
Tras la división territorial que siguió a la muerte de su padre en 1440, Alberto recibió el Principado de Ansbach. Aunque sus recursos eran escasos, pronto tomó un lugar preponderante entre los príncipes germánicos y encabezó la resistencia en contra de que las ciudades recibieran autonomía.
En 1443 formó una liga dirigida directamente contra Núremberg, en la cual miembros de su familia habían recibido con anterioridad derechos de burgraviato. Sin embargo, hasta 1448 no encontró un pretexto para atacar. Después de algún éxito militar inicial, fue derrotado en la batalla de Pillenreuther Weiher, debiendo firmar el Tratado de Bamberg (22 de junio de 1450), el cual forzaba a Alberto a devolver todo lo conquistado territorialmente y a reconocer la independencia de Núremberg y sus pueblos asociados.
Alberto apoyó al emperador Federico III en su lucha contra los príncipes que deseaban reformas en el Sacro Imperio Romano Germánico, y en reciprocidad por su lealtad recibió muchos favores de Federico, incluyendo extensos derechos judiciales, los cuales levantaron considerable irritación entre los gobernantes vecinos.
En 1457, Alberto arregló un matrimonio entre su hijo mayor, Juan, y Margarita, hija de Guillermo III, Landgrave de Turingia, el cual había heredado los derechos al trono de Hungría y Bohemia de su madre, una nieta del emperador Segismundo. Fracasó el intento de asegurar estos tronos para los Hohenzollern a través de este matrimonio, y un destino similar cayó sobre los esfuerzos de Alberto para revivir en su propio favor los obsoletos títulos de Duque de Franconia.
Las agudas disensiones de los príncipes respecto de la cuestión de la Reforma culminaron en una guerra abierta en 1460, cuando Alberto se enfrentó con una liga bajo el mando del Conde Palatino, Federico I, y Luis IX, duque de Baviera-Landshut. Derrotado en este conflicto, que concluyó en 1462, Alberto hizo una alianza con su antiguo enemigo, Jorge de Podiebrad, Rey de Bohemia, un paso que provocó que el Papa Paulo II lo censurara.
En 1470, Alberto, que había heredado Bayreuth a la muerte de su hermano Juan en 1464, se convirtió en Margrave de Brandeburgo debido a la abdicación de su restante hermano, el Elector Federico II. Alberto se encontró comprometido muy pronto con esta administración y por medio del Tratado de Prenzlau en 1472 trajo a Pomerania también bajo su dominio. Habiendo establecido su derecho a confiscar una tonelada de vinos en la Marca, promulgó en febrero de 1473 la Dispositio Achillea, mediante la cual decretaba que el Margraviato de Brandeburgo debería heredarse en su totalidad por el hijo mayor, mientras que los hijos menores deberían recibir las posesiones familiares de Franconia.
Después de tratar en vano un casamiento entre uno de sus hijos y María, hija y heredera de Carlos el Atrevido, Duque de Borgoña, Alberto cedió el gobierno de Brandeburgo a Juan, su hijo mayor, y retornó a sus posesiones en Franconia.
La principal atención de Alberto después de lo anterior fueron los asuntos del Imperio. Al poco de tomar parte en la elección de Maximiliano I como Rey de Roma, Alberto murió en Fráncfort en marzo de 1486, dejando una considerable fortuna.

## Matrimonios dinásticos de sus hijos
En 1474, Alberto casó a su hija Bárbara con Enrique XI, Duque de Glogau, quien dejó sus posesiones a su viuda en detrimento de su familia al morir en 1476, un arreglo al cual se resistió el caballero de Enrique, Juan II, Duque de Sagan. Ayudado por el rey Matías Corvino de Hungría, Juan de Sagan invadió Brandeburgo y los pomeranos aprovecharon la oportunidad para levantarse en armas. Ante estas circunstancias, Alberto regresó a Brandeburgo en 1478, convenció a los pomeranos para que reconocieran su supremacía y, después de una tenaz lucha, aseguró parte de las tierras del duque Enrique para su hija en 1482.

## Matrimonio e hijos
Alberto se casó dos veces. Primero, el 12 de noviembre de 1446 con Margarita de Baden, hija del margrave Jacobo I de Baden y Catalina de Lorena. De su primer matrimonio tuvo los siguientes hijos:
1. Wolfgang, nacido y muerto en 1450.
2. Juan Cicerón de Brandeburgo.
3. Federico, murió joven.
4. Úrsula de Brandeburgo (25 de septiembre de 1450 - Breslau, 25 de octubre de 1508), se casó con el duque Enrique I de Münsterberg-Oels.
5. Isabel de Brandeburgo (Ansbach, 29 de octubre de 1451 - Nürtingen, 28 de marzo de 1524), se casó con el duque Eberardo II de Wurtemberg.
6. Margarita (18 de abril de 1453 - 27 de abril de 1509), abadesa del convento de las Clarisas de Hof.

Margarita murió el 24 de octubre de 1457 y un año más tarde Alberto se casó con Ana, hija del Elector Federico II de Sajonia y Margarita de Austria. De este matrimonio nacieron:
1. Federico I, (1460-1536), Margrave de Ansbach desde 1486 y Bayreuth desde 1495.
2. Amalia de Brandeburgo (Plassenburg, 1 de octubre de 1461 - Baden-Baden, 3 de septiembre de 1481), se casó con el conde Gaspar del Palatinado-Zweibrücken.
3. Ana, nacida y muerta en 1462.
4. Bárbara de Brandeburgo (Ansbach, 30 de mayo de 1464 - ib., 4 de septiembre de 1515), se casó con:
  1. en Berlín, el 11 de octubre de 1472 con el duque Enrique XI de Glogau;
  2. en Fráncfort (Oder), el 20 de agosto de 1476 con el rey Vladislao II de Bohemia y Hungría.
5. Alberto, nacido y muerto en 1466.
6. Sibila de Brandeburgo (Ansbach, 31 de mayo de 1467 - Kaster, 9 de julio de 1524), se casó con el duque Guillermo IV de Jülich-Berg.
7. Segismundo, Margrave de Bayreuth (Ansbach, 27 de septiembre de 1468 - ib., 26 de febrero de 1495).
8. Alberto, nacido y muerto en 1470.
9. Jorge (Berlín, 30 de diciembre de 1472 - Kadolzburg, 5 de diciembre de 1476).
10. Dorotea (Berlín, 12 de diciembre de 1471 - Bamberg, 13 de febrero de 1520), abadesa en Bamberg.
11. Isabel (Ansbach, 8 de abril de 1474 - Römhild, 25 de abril de 1507), se casó con el Conde Herman VIII de Henneberg-Aschach (1470-1535)
12. Magdalena (Berlín, 29 de julio de 1476 - antes del 4 de febrero de 1480).
13. Anastasia (Ansbach, 14 de marzo de 1478 - Ilmenau, 4 de julio de 1534), se casó con Guillermo IV, conde de Henneberg-Schleusingen (1478-1559).